# Everett Lee
Everett Lee (31. srpna 1916 Wheeling – 12. ledna 2022 Malmö) byl americký houslista a dirigent.

## Život a kariéra
Narodil se 31. srpna 1916 ve městě Wheeling v Západní Virginii do rodiny střední třídy. V roce 1927 se s rodinou odstěhoval do Clevelandu v Ohiu. Zde studoval hru na housle na Cleveland Institute of Music. Později krátce působil v armádě, ale kvůli zranění byl propuštěn. V roce 1943 dostal nabídku, aby hrál v orchestru při představení muzikálu Carmen Jones na Broadwayi (šlo o černošskou verzi opery Carmen od Georgese Bizeta). Kromě toho, že hrál v orchestřišti na housle, měl také jednu scénu na jevišti (hrál na hoboj). Při představení byl pouze jedním ze dvou černošských hudebníků v orchestru (druhým byl bubeník Cozy Cole). Když onemocněl regulérní dirigent muzikálu Joseph Lattau, Lee dočasně převzal jeho práci. V té době se na muzikál podíval Leonard Bernstein, který Leemu nabídl, aby se stal hlavním dirigentem jeho nového muzikálu On the Town. Everett Lee se tak stal prvním Afroameričanem, který dirigoval muzikál na Broadwayi. V roce 1947 založil orchestr Cosmopolitan Symphony Society, v němž hráli hudebníci různých ras, stejně jako ženy. Později dirigoval například Louisvillský orchestr, Newyorskou operu i Newyorskou filharmonii. V roce 1944 se jeho manželkou stala vokální trenérka Sylvia Olden, s níž měl dvě děti. Manželství se později rozpadlo. V roce 1979 se znovu oženil s ženou jménem Christin, s níž měl syna Erika. Později žil ve švédském Norrköpingu.